# Escaudain
Escaudain è un comune francese di 9 192 abitanti situato nel dipartimento del Nord nella regione dell'Alta Francia.

## Società

### Evoluzione demografica
Abitanti censiti